# Harsányi Zsolt
Harsányi Zsolt, születési nevén Harsányi Zoltán Tibor Pál (Korompa, 1887. január 27. – Budapest, Erzsébetváros, 1943. november 29.) író, újságíró, műfordító, színigazgató. A két világháború közötti korszakban a szórakoztató irodalom népszerű szerzője volt.

## Életpályája
Harsányi Ödön vasgyári tisztviselő és Zimmermann Etelka fia. Előbb bölcsészetet, majd jogot hallgatott a kolozsvári egyetemen. Fiatalon kezdett újságírással foglalkozni: Incze Sándorral előbb Kolozsvárott, majd 1910-től Budapesten Színházi Hét címmel színházi lapot szerkesztett. A lap később Színházi Élet címmel jelent meg. 1913-ban Budapesten a Budapesti Hírlap, aztán a Pesti Hírlap munkatársa, a két világháború között az Új Idők állandó munkatársa volt. A Magyar PEN Club főtitkára; 1938-ban a Vígszínház igazgatója. Tagja volt a Kisfaludy Társaságnak (1934) és a Petőfi Társaságnak. Paulini Bélával Kodály Zoltán Háry János című dalművének ő írta a szövegét (1926). Színdarabokat, verses műveket is írt. 1935-ben Corvin-koszorúval tüntették ki.
Első házastársa Orbán Ilona színész volt, akit 1913. február 6-án vett nőül, majd hat évvel később elvált tőle. Második felesége Téven Zoltán és Barna Matilda lánya, Erzsébet volt, akivel 1922. január 10-én Budapesten kötött házasságot, azonban 1934-ben tőle is elvált.

## Főbb művei
- Komédiások; rajzolták Major Henrik, Kürthy György, szöveg Harsányi Zsolt; Tevan, Békéscsaba, 1911
- Színházi kis lexikon; Légrády, Bp., 1918
- Shakespeare a Nyujorkban. Tréfás színházi regény; Légrády, Bp., 1918
- A féltékeny költő. Kuplék, dalok, sanzonok; Pallas, Bp., 1920
- A szüzek hódolata. Vígjáték; Lukács, Bp., 1922 (Kulissza-könyvtár)
- Az arany holló (regény, Bp., 1925);
- Lívia néni és egyéb elbeszélések; Lampel, Bp., 1928 (Magyar könyvtár)
- Rozmaring. Regény; Légrády, Bp., 1929 (Pesti Hírlap könyvek 100.)
- Életre-halálra; René Franklin, Bp., 1931
- Az üstökös. Petőfi életének regénye (regény, Bp., 1932);
- Ember küzdj!… Madách életének regénye (regény, Bp., 1932);
- Csak azért is! Regény; Singer és Wolfner, Bp., 1933
- Szólalj, szólalj, virrasztó! Zrínyi, a költő, életének regénye (regény, Bp., 1934.);
- A tündérkirálynő. Regény; Singer-Wolfner, Bp., 1934
- Édes fiam. Regény; Singer és Wolfner, Bp., 1935
- Ecce homo. Munkácsy Mihály életének regénye (regény, Bp., 1935);
- Magyar rapszódia. Liszt Ferenc életének regénye (regény, Bp., 1936); hangoskönyv - MEK
- Mathias rex. Hunyadi Mátyás életének regénye (regény, Bp., 1937);
- És mégis mozog a föld. Galilei életének regénye (regény, Bp., 1937);
- Jókedvű könyv; Singer-Wolfner, Bp., 1937
- Liline. Liszt Ferenc első szerelme. Elbeszélés; Singer-Wolfner, Bp, 1937 (Szép könyvek)
- Magdolna. Három szerelem regénye; Singer-Wolfner, Bp., 1938
- Sacra Corona. A magyar szent korona regénye (Bp., 1938)
- Grófkisasszony (vígjáték, Bp., 1939);
- Két elbeszélés; Országos Református Szeretetszövetség, Bp., 1939 (Népbarát)
- A lebegő szív. Költemények és műfordítások; Singer-Wolfner, Bp., 1939
- Jókedvű könyv. Új gyűjtés; Singer-Wolfner, Bp., 1939
- Grófkisasszony. Vígjáték; Singer-Wolfner, Bp., 1939 (Nemzeti irodalmunk mesterei)
- Mátyás király. Regény, Bp. 1940. - hangoskönyv - MEK
- Szegény János. Korvin János életének regénye (regény, Bp., 1940);
- Élni jó. Rubens Péter Pál életének regénye (regény, Bp., 1940);
- Whisky szódával (regény, Bp., 1941);
- A bolond Ásvayné (színmű, 1942);
- Aranyalma (regény, Bp., 1942)
- Jókedvű könyv. Harmadik gyűjtés; Új idők, Bp., 1943 (Magyar regények XIII.)
- Háry János kalandozásai Nagyabonytul a Burgváráig. A daljáték ismertetése; zene Kodály Zoltán, szöveg Paulini Béla, Harsányi Zsolt; Élet Ny., Bp., 1943
- Hajnali cigaretta. Elbeszélések; Új Idők, Bp., 1943
- Zajzon Ádám levelei; bev. Harsányi Grete; Új Idők, Bp., 1944
- Galgó három felesége. Regény; Új Idők, Bp., 1944

Műveiből többet az 1980-as évektől újra kiadtak, majd később (2010 után)  a szegedi Lazi Kiadó, majd az Alexandra kiadásában (Milbacher Róbert sajtó alárendezésében és jegyzeteivel)  jelentek meg hagyományos ill. e-könyv kiadásban.